# Gravel & Gold
Gravel & Gold è il decimo album in studio del cantante statunitense Dierks Bentley, pubblicato nel 2023.

## Tracce
1. Same Ol' Me – 3:16
2. Sun Sets in Colorado – 3:02
3. Heartbreak Drinking Tour – 3:43
4. Something Real – 3:57
5. Still – 3:13
6. Beer at My Funeral – 3:10
7. Cowboy Boots (featuring Ashley McBryde) – 4:33
8. Gold – 2:47
9. Walking Each Other Home – 3:45
10. Roll On – 3:06
11. All the Right Places – 3:58
12. Ain't All Bad – 3:43
13. Old Pickup – 3:22
14. High Note (featuring Billy Strings) – 5:33